# Zarzecze (Królewo)
Zarzecze – część wsi Królewo w Polsce, położona w województwie pomorskim, w powiecie malborskim, w gminie Stare Pole na obszarze Żuław Elbląskich i na trasie linii kolejowej Malbork-Elbląg przy drodze krajowej nr 22.
Niedaleko wsi w Królewie Malborskim znajduje się baza lotnicza lotnisko Malbork.
W latach 1975–1998 miejscowość administracyjnie należała do województwa elbląskiego.